# Finnlandhaus

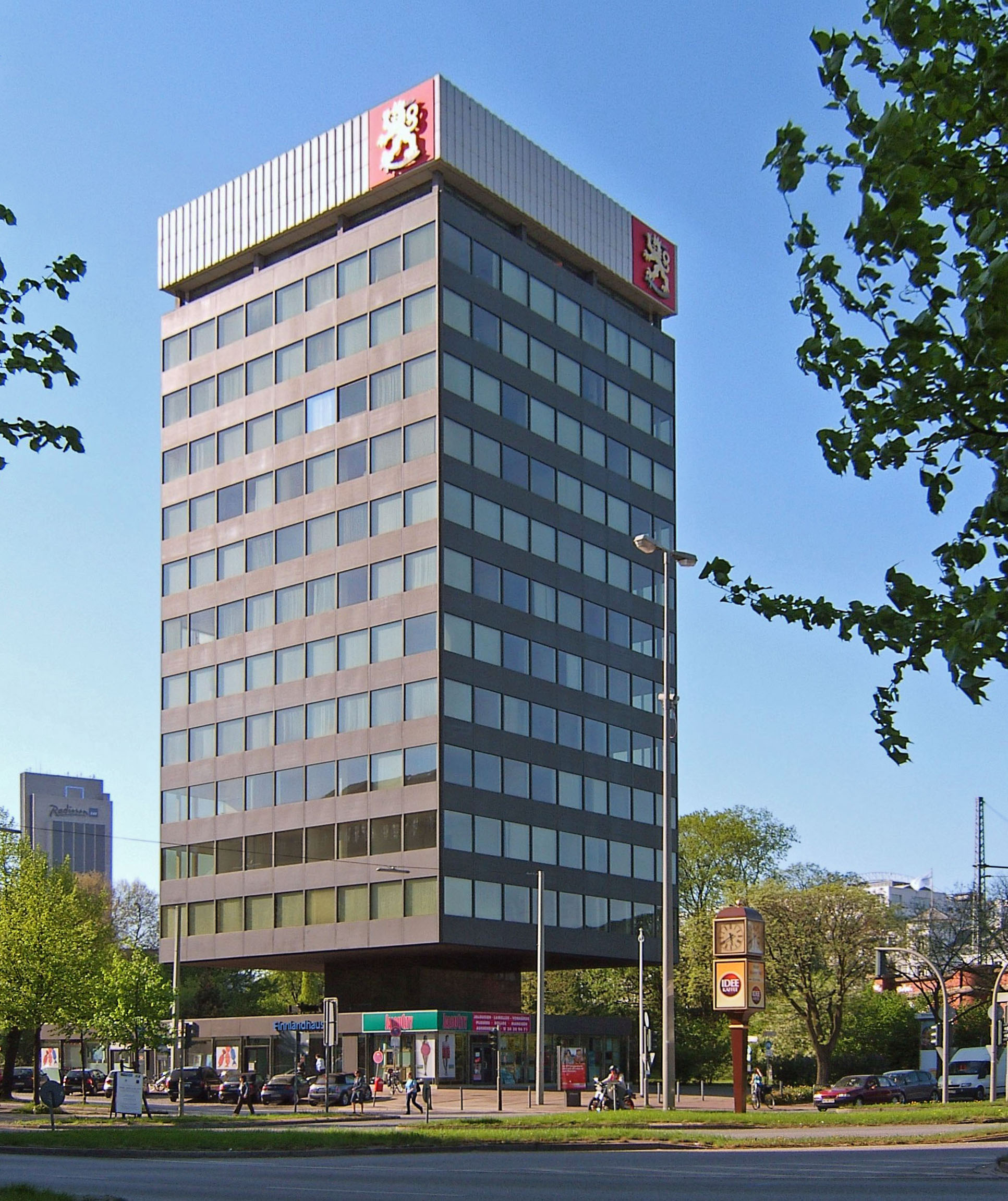
Finnlandhaus i Hamburg med finländska statsvapnet högst upp på fasaderna.

Finnlandhaus (tyska: "Finlandshuset") på Esplanade 41 i Hamburg är ett höghus som färdigställdes 1966. Här finns bland annat Finlands generalkonsulat. Byggnaden har 14 våningar och är 45 meter hög. Byggnaden ritades av Helmut Hentrich och Hubert Petschnigg vid Hentrich, Petschnigg & Partner och Fritz Rafeiner vid Hamburgs planeringsbyrå.
I början fanns här förutom generalkonsulatet ett antal finska företag och en restaurang med finska specialiteter. Idag finns bara UPM-Kymmene kvar bredvid konsulatet som finskt inslag i byggnaden. Sedan 2002 är Finnlandhaus kulturminne (ty. Denkmalschutz).